# Neil de Kock
Neil Alan de Kock (Città del Capo, 20 novembre 1978) è un ex rugbista a 15 sudafricano che giocava nel ruolo di mediano di mischia; vanta 10 presenze a livello internazionale con il Sudafrica.

## Biografia
Esordiente a livello professionistico nel 2001 in Super Rugby nella franchise degli Stormers, in quello stesso anno disputò anche il suo primo test match nelle file degli Springbok, contro l'Italia a Port Elizabeth.
Fu presente alla Coppa del Mondo di rugby 2003 in Australia con 4 incontri, i suoi più recenti in ambito internazionale.
Nel 2006 si trasferì in Inghilterra ai Saracens; divenuto capitano nella stagione successiva, fu confermato nel 2009 quando il club andò incontro a una ristrutturazione economica che comportò un taglio dei giocatori che più incidevano sul monte-ingaggi; con il club londinese de Kock vinse nel 2011 la Premiership, bissando il titolo nel 2015.
Vanta al suo attivo anche alcuni inviti da parte dei Saracens, nel 2004, per una serie di incontri contro dei XV di Scozia, Galles e Inghilterra.

## Palmarès
- Premiership: 3
Saracens: 2010-11, 2014-15, 2015-16
- Coppe Anglo-Gallesi: 1
Saracens: 2014-15
- Champions Cup: 2
Saracens: 2015-16, 2016-17
- Currie Cup: 2
Western Province: 2000, 2001